# Xot de Madagascar
El xot de Madagascar (Otus rutilus) és una espècie d'ocell de la família dels estrígids (Strigidae). Habita la selva humida de Madagascar, a l'est de l'illa. El seu estat de conservació es considera de risc mínim.

## Taxonomia
El Handook of the Birds of the World i la quarta versió de la BirdLife International Checklist of the birds of the world (Desembre 2019), consideren que el tàxon Otus madagascariensis, propi del centre i oest de l'illa, constitueix una subespècie del xot de Madagascar (Otus rutilus madagascariensis). Tanmanteix, la llista mundial d'ocells del Congrés Ornitològic Internacional (versió 13.1, gener 2023) considera que es tracta d'espècies separades.